# Szostaki (powiat łomżyński)
Szostaki (do 31 grudnia 2015 Szóstaki, dawniej Dąbrowa Szostaki) – wieś w Polsce położona w województwie podlaskim, w powiecie łomżyńskim, w gminie Jedwabne.
Wierni kościoła rzymskokatolickiego należą do parafii Trójcy Przenajświętszej w Burzynie.

## Historia
Wieś powstała w 1444 r., gdy książę mazowiecki Władysław I płocki, jako pan wiski, nadał Borzymowi i Stefanowi 10 włók swej ziemi nad Biebrzą. Nazwa wsi wzięła się z ich przezwiska Szostak, do którego dołączono nazwę herbu Dąbrowa.
W 1752 r. wieś była własnością Wojciecha Dąbrowskiego i jego brata Adama, burgrabiego wiskiego, potomków pierwotnych jej założycieli.
Prywatna wieś szlachecka położona była w drugiej połowie XVI wieku w powiecie wiskim ziemi wiskiej województwa mazowieckiego. W czasach zaborów w granicach Imperium Rosyjskiego.
W Słowniku geograficznym Królestwa Polskiego wieś odnotowano jako Szóstaki-Dąbrowa, wieś w powiecie kolneńskim.
W latach 1975–1998 miejscowość administracyjnie należała do województwa łomżyńskiego.
W latach 1921–1939 wieś leżała w województwie białostockim, w powiecie kolneńskim, w gminie Jedwabne.
Według Powszechnego Spisu Ludności z 1921 roku zamieszkiwało tu 187 osób w 31 budynkach mieszkalnych. Miejscowość należała do parafii rzymskokatolickiej w m. Burzyn. Podlegała pod Sąd Grodzki w Stawiskach i Okręgowy w Łomży; właściwy urząd pocztowy mieścił się w Jedwabnem.
W wyniku napaści ZSRR na Polskę we wrześniu 1939 miejscowość znalazła się pod okupacją sowiecką. 2 listopada została włączona do Białoruskiej SRR. 4 grudnia 1939 włączona do nowo utworzonego obwodu białostockiego. Od czerwca 1941 roku pod okupacją niemiecką. 22 lipca 1941 r. włączona w skład okręgu białostockiego III Rzeszy.